# Pterostylis bryophila
Pterostylis bryophila là một loài thực vật có hoa trong họ Lan. Loài này được D.L.Jones miêu tả khoa học đầu tiên năm 1997.